# ایزدمرغ یقه‌چروکیده
ایزدمرغ یقه‌چروکیده (نام علمی: Manucodia chalybatus) نام یک گونه از سرده ایزدمرغ است.